# Statue-menhir de Santa Maria
La statue-menhir de Santa Maria est une statue-menhir appartenant au groupe corse découverte à Cambia, dans le département de la Haute-Corse en France.

## Description
Elle a été signalée en 1893. Elle semble être demeurée à son emplacement d’origine, un carrefour de chemins, où fut ultérieurement construit une petite chapelle romane qui lui a donné son nom. La Petra Frisgiata, pierre ornée de gravures rupestres, est située à quelques centaines de mètres plus au nord.
De forme longiligne, la statue mesure 2,10 m de hauteur pour 0,35 m de largeur et  0,12 m d'épaisseur. Elle est très abîmée. Elle a été taillée dans un bloc de schiste. La tête est cassée des deux côtés et le visage a quasiment disparu. Il n'en demeure que l’œil droit ; le nez et la bouche sont encore discernables mais très érodés. Dans le prolongement du menton, un motif en relief en forme de « T » renversé correspond peut-être à un élément de parure. De nombreuses cupules sont visibles sur le fût de la statue côté face, dont deux au niveau des seins, et côté dos. La statue a été christianisée par l'ajout d'une petite croix dans l'axe du fût.

## Folklore
Selon une légende locale, la statue est une jeune fille qui fut pétrifiée après avoir profané une tombe en y plantant un bâton.